# تفشي المكورة الرئوية في غانا 2016
تفشي المكورة الرئوية في غانا 2016 تم تسجيل حالات التهاب السحايا بالمكورات الرئوية في غانا في الربع الأخير من عام 2015 وتم الإبلاغ عن تفشي المرض من قبل وزارة الصحة في يناير 2016. في 26 يناير 2016 تم الإبلاغ عن إصابة 153 شخصًا وتوفي 32 شخصًا.